# Mount Hornsby
Mount Hornsby är ett berg i Antarktis. Det ligger i Västantarktis. Argentina, Chile och Storbritannien gör anspråk på området. Toppen på Mount Hornsby är 1 123 meter över havet, eller 188 meter över den omgivande terrängen. Bredden vid basen är 4,0 km.
Terrängen runt Mount Hornsby är kuperad åt sydost, men åt nordväst är den bergig. Trakten är obefolkad. Det finns inga samhällen i närheten.